# 당상관
당상관(堂上官)은 조선왕조의 정3품 상계(上階) 이상의 품계 또는 그 품계에 해당하는 벼슬에 오른 관원으로, 지금의 국장급 공무원 격이다. 조정에서 정사를 논의할 때 당(堂) 위에 올라 앉을 수 있는 관직이라는 뜻에서 유래하였으며, 국가의 정책 결정에 참여하고 정치적 책임을 갖는 고위 관직이었다. 정3품 품계는 상계(上階), 하계(下階)로 나눠져 있었으며, 상계 이상(정1품부터 정3품 상계까지)을 당상관, 하계 이하(정3품 하계부터 종9품까지)를 당하관(堂下官)이라 하였다. 문관 관직에 주어지는 문반(동반) 품계는 통정대부(通政大夫), 무관 관직에 주어지는 무반(서반) 품계는 절충장군(折衝將軍) 이상의 품계가 당상관에 해당한다.
당상관의 경우 조선 후기 기준으로 관복(冠服)의 흉배에 어떠한 분야이든 두 마리가 그려지게 되어 있다. 문관의 경우 학이 두 마리, 무관의 경우 호랑이가 두마리이다. 관복의 흉배에 한마리만 그려지는 당하관과 비교했을 때 육안으로 식별이 가능했다.

## 같이 보기
- 조선의 품계
- 당하관